# Ghiacciaio Matataua
Il ghiacciaio Matataua, precedentemente conosciuto come ghiacciaio Marchant, è un ghiacciaio lungo circa 13 km situato nella regione centro-occidentale della Dipendenza di Ross, nell'Antartide orientale. Il ghiacciaio, il cui punto più alto si trova a circa 3000 m s.l.m., si trova nella parte nord-occidentale della dorsale Royal Society, dove fluisce verso nord-ovest, partendo dal versante nord-occidentale del monte Potter e scorrendo a nord del ghiacciaio Ferrigno fino ad arrivare in una spianata ghiacciata da dove poi hanno origine i ghiacciai Blankenship, Rotunda e Waddington.

## Storia
Il ghiacciaio Matataua è stato mappato dai membri della spedizione Terra Nova, condotta dal 1910 al 1913 e comandata dal capitano Robert Falcon Scott, e solo nel 1994 era stato battezzato dal Comitato consultivo dei nomi antartici come "ghiacciaio Marchant" in onore di David R. Marchant, un glaciologo dell'Università del Maine, poi trasferitosi all'Università di Boston a partire dal 1995, che, a partire dal 1985, aveva condotto studi in Antartide volti alla scoperta e all'uso di ceneri vulcaniche per comprendere i cambiamenti paleoclimatici e la stabilità geologica dell'area delle valli secche di McMurdo. Nel febbraio 2018 l'Università di Boston ha espulso Marchant con l'accusa di aver molestato sessualmente due sue studentesse in Antartide alla fine degli anni 1990, di conseguenza il sopraccitato comitato, date le sue politiche, ha deciso di modificare il nome del ghiacciaio battezzandolo con il suo attuale nome in associazione con il vicino picco Mata Taua, che a sua volta era stato così battezzato utilizzando la parola māori "mata taua", che indica l'esploratore che viene mandato in avanscoperta prima delle truppe.